# Sauber C5
La Sauber C5 est une voiture de course de l'écurie suisse Sauber, construite pour les 24 Heures du Mans 1977 et les 24 Heures du Mans 1978.

## Résultats
- 24 Heures du Mans :
  - 1977 : 30e place (Abandon)
  - 1978 : 18e place (Non classée pour distance parcourue insuffisante)